# Чемпионат мира по бобслею и скелетону 2001
53-й чемпионат мира по бобслею и скелетону прошёл с 10 по 20 февраля в 2001 году в городах Санкт-Мориц (Швейцария, соревнования по бобслею у мужчин) и Калгари (Канада, соревнования по бобслею у женщин и соревнования по скелетону).

## Бобслей

### Мужчины

#### Соревнование двоек
| Место | Спортсмены                  | Страна    | Итоговый результат |
| ----- | --------------------------- | --------- | ------------------ |
|       | Кристоф Ланген, Марко Якобс | Германия  | 4:16,78            |
|       | Рето Гётши, Седрик Гран     | Швейцария | + 0,95             |
|       | Мартин Аннен, Беат Хефти    | Швейцария | + 1,06             |

#### Соревнование четвёрок
| Место | Спортсмены                                                  | Страна    | Итоговый результат |
| ----- | ----------------------------------------------------------- | --------- | ------------------ |
|       | Кристоф Ланген, Маркус Циммерман, Свен Петер, Алекс Метцгер | Германия  | 4:10,45            |
|       | Андре Ланге, Рене Хоппе, Ларс Бехренд, Карстен Эмбах        | Германия  | + 1,24             |
|       | Кристиан Райх, Урс Аеберханд, Стив Андерхуб, Доменик Келлер | Швейцария | + 1,50             |

### Женщины

#### Соревнование двоек
| Место | Спортсмены                       | Страна    |
| ----- | -------------------------------- | --------- |
|       | Франкуис Бурдет, Катарина Суттер | Швейцария |
|       | Джэн Прэхм, Дженнифер Дэвидсон   | США       |
|       | Зузи Эрдман, Тания Хесс          | Германия  |

## Скелетон

### Соревнования у мужчин
| Место | Спортсмен       | Страна  |
| ----- | --------------- | ------- |
|       | Мартин Реттль   | Австрия |
|       | Джефф Пэйн      | Канада  |
|       | Линкольн ДеВитт | США     |

### Соревнования у женщин
| Место | Спортсмен           | Страна         |
| ----- | ------------------- | -------------- |
|       | Майя Педерсен-Бьери | Швейцария      |
|       | Алекс Кумбер        | Великобритания |
|       | Триция Стампф       | США            |

## Медальный зачёт
| Место | Страна         | Золото | Серебро | Бронза | Всего |
| ----- | -------------- | ------ | ------- | ------ | ----- |
| 1     | Швейцария      | 2      | 1       | 2      | 5     |
| 2     | Германия       | 2      | 1       | 1      | 4     |
| 3     | США            | 0      | 1       | 2      | 3     |
| 4     | Австрия        | 1      | 0       | 0      | 1     |
| 5     | Канада         | 0      | 1       | 0      | 1     |
| 6     | Великобритания | 0      | 1       | 0      | 1     |